# 하파에우 카브라우
하파에우 카브라우 바르보자(포르투갈어: Rafael Cabral Barbosa, 1990년 5월 20일 ~ )는 하파에우 카브라우(Rafael Cabral) 또는 하파에우(Rafael)라는 이름으로 알려져 있는 브라질의 축구 선수로 포지션은 골키퍼이다. 현재는 캄페오나투 브라질레이루 세리이 B의 크루제이루에서 뛰고 있다.

## 수상 경력
산투스
- 상파울루 주 리그: 2010, 2011, 2012
- 코파 두 브라지우: 2010
- 코파 리베르타도레스: 2011
- 레코파 수다메리카나: 2012